# Ein starkes Team: Tödliche Botschaft
Tödliche Botschaft ist ein deutscher Fernsehfilm von Maris Pfeiffer aus dem Jahr 2016. Es handelt sich um die 66. Folge der Krimiserie Ein starkes Team mit Florian Martens und Stefanie Stappenbeck in den Hauptrollen. Es ist der zweite Einsatz von Linett Wachow an der Seite von Otto Garber.

## Handlung
Der Universalunternehmer Sputnik hat eine Fahrschule eröffnet. Bei einer Übungsfahrt passt er nicht auf und sein Schüler rammt einen von rechts kommenden Wagen. Als Sputnik sich entschuldigt und aus dem Auto des Unfallgegners ein Warndreieck entnehmen will, entdeckt er dort eine leblose Person. Artur Zadeh, der Fahrer des Wagens und terkistanischer Botschaftsmitarbeiter kann sich das angeblich nicht erklären. Sputnik informiert Kriminalhauptkommissar Otto Garber und seine junge Kollegin Linett Wachow, die sich sofort des Falles annehmen. Doch die Nachforschungen gestalten sich schwierig, weil die Ermittler nicht befugt sind, das Botschaftsgelände zu betreten. Doch Otto und Linett verschaffen sich einfach als Servicemitarbeiter Zutritt zu dem Gelände und können so inoffiziell erste Untersuchungen anstellen. Das Opfer war Markus Gebhard und Chef einer Cateringfirma, die gerade einen Empfang in der Botschaft ausgestaltet hatte. Anhand der Blutspuren, die die Ermittler entdecken, dürfte Gebhard hier erstochen worden sein.
Otto und Linett vermuten zunächst das Mordmotiv in Unstimmigkeiten innerhalb der Cateringfirma. Nachdem die Mitarbeiterin Linda Dornekamp umgebracht wird, erweitert sich der Kreis der Verdächtigen auch auf Daniel Hartmann. Dieser betreibt ein Konkurrenzunternehmen und lag sowohl mit Markus Gebhard als auch mit Linda Dornekamp im Streit.
Linett Wachow folgt auch noch einer Spur zu Natascha Karpenko, der Ehefrau des Botschafters. Sie hatte mit Markus Gebhard ein Verhältnis und wollte ihren Mann sogar verlassen. Damit wäre eine Eifersuchtstat ihres Mannes denkbar. Doch die eigentlichen Hintergründe reichen weiter und führen zu seinem Mitarbeiter Artur Zadeh. Von Linda Dornekamps Schwester erfahren die Ermittler, dass sie als Kinder in Terkistan aufgewachsen waren und dort auch ihre Mutter umgekommen war. Sie hatte als Dolmetscherin in der dortigen Botschaft gearbeitet und Linda hatte als Kind mitangesehen, wie ihre Mutter vergewaltigt wurde. Jetzt nach Jahren hatte sie zufällig Artur Zadeh als den Peiniger ihrer Mutter erkannt. Sie vertraute sich Markus Gebhard an, der zur Polizei gehen wollte. Aus Angst, dass seine Frau seine Tat von damals erfahren könnte, hat Zadeh Gebhard erstochen und danach auch Linda Dornekamp zum Schweigen gebracht.
Leider kann Artur Zadeh durch seinen Diplomatenstatus in Deutschland nicht zur Verantwortung gezogen werden. Ben Kolberg greift deshalb zu einer List und gibt sich als Taxifahrer aus, sodass er Zadeh bei seiner nächsten Fahrt in die Stadt kurzerhand auf das Gelände der Niederländischen Botschaft bringt, wo dessen Immunität nicht gilt.

## Hintergrund
Tödliche Botschaft wurde in Berlin gedreht und am 2. April 2016 um 20:15 Uhr im ZDF erstausgestrahlt.
Sputnik, dessen Rolle als Geschäftsmann in der Serie als ein Running Gag angelegt ist, arbeitet in dieser Folge als Fahrschullehrer und gerät dadurch unbeabsichtigt in einen Kriminalfall.

## Rezeption

### Einschaltquoten
Die Erstausstrahlung von Tödliche Botschaft am 2. April 2016 im ZDF verfolgten 6,55 Millionen Zuschauer, dies entsprach Marktanteilen von 22,2 Prozent.

### Kritiken
Tilmann P. Gangloff urteilte auf Tittelbach.tv: „Der zweite Fall des verjüngten ‚Ein starkes Team‘ ist über weite Strecken ein gewöhnlicher Krimi, aber dann wartet das Drehbuch von Leo P. Ard mit einem Knüller nach dem anderen auf. Stefanie Stappenbeck erweist sich erneut als das Beste, was der Reihe nach dem Abschied von Maja Marnow passieren konnte. Allein die Spannung hält sich in Grenzen.“
Für die Frankfurter Rundschau schrieb Gangloff: „Abgesehen vom letzten Akt ist ‚Tödliche Botschaft‘ jedoch nicht weiter aufregend. Die Spannung hält sich in Grenzen, weil sich Pfeiffer, von der auch der erste Film (‚Knastelse‘) der neuen Zeitrechnung beim ‚Ein starkes Team‘ stammt, bei ihrer allerdings hochsoliden Inszenierung auf die Figuren und ihr Mit- beziehungsweise Gegeneinander konzentriert. Das ist mitunter beschaulich, aber für Freunde der Reihe ohne Frage ein Genuss.“
Für die Frankfurter Neue Presse urteilte Ulrich Feld: „Weniger wäre hier deutlich mehr gewesen. Dazu kommen so überflüssige Handlungsbestandteile […][und] jede Menge langwieriger Ermittlungen um falsche Verdächtige, bis die Geschichte durch ein altes Verbrechen plötzlich eine ganz neue Richtung einschlägt. Zum Schluss, den das Drehbuch richtig clever einfädelt, läuft die Geschichte dann doch noch zu großer Form auf.“ Fazit: „Der neue Fall der Krimi-Reihe ‚Ein starkes Team‘ gestaltet sich unerwartet zäh. Dafür versöhnt aber der tolle Schluss.“
Die Kritiker der Fernsehzeitschrift TV Spielfilm vergeben nur eine mittlere Wertung (Daumen gerade) und meinen: „Lauwarme, schwer in die Gänge kommende Krimikost, deren Zutaten (die Diplomaten, die Zwillinge, der Stotterer, Chef verliert den Lappen) nicht gerade Neuzugänge auf dem TV-Buffett sind und deren Dialogwitz auch nicht immer zündet. Frische Momente sind eher den Mimen (zum Beispiel Neuzugang Stappenbeck) als dem Material geschuldet. Den hübschen Schlussgag erleben nur die Zähen.“ Fazit: „Tödliche Behäbigkeit lähmt unser Interesse.“